# 薩摩川内市立東郷小学校
薩摩川内市立東郷小学校（さつませんだいしりつ とうごうしょうがっこう）は、鹿児島県薩摩川内市東郷町斧渕にあった市立小学校。
2019年4月1日、薩摩川内市立東郷中学校と統合し、薩摩川内市立東郷学園義務教育学校へ移行した。

## 概要
旧東郷町の中心部に位置しており、周辺には川内川が流れている。2011年度の生徒数は261名である。
「薩摩川内市立小中学校の再編等に関する基本方針（案）」では、旧東郷町の区域にある南瀬小学校、山田小学校、鳥丸小学校、藤川小学校と新設統合し、東郷中学校との小中一貫教育校を設置することが検討され、2017年（平成29年）4月に旧東郷町にある藤川小学校、鳥丸小学校、山田小学校、南瀬小学校の4校を統合した。2019年（平成31年）4月に薩摩川内市立東郷中学校と統合し義務教育学校である「薩摩川内市立東郷学園義務教育学校」に移行した。

## 沿革
- 1873年（明治6年） - 第四十二郷校として設置される。
- 1886年（明治19年） - 東郷簡易小学校と改称。
- 1892年（明治25年） - 東郷尋常小学校と改める。
- 1900年（明治33年） - 校旗制定。
- 1926年（大正15年） - 東郷高等尋常学校と改め、高等科を設置する。
- 1941年（昭和16年） - 東郷国民学校と改める。
- 1944年（昭和19年） - 校歌制定。（作詞：久保田彦穂、作曲：武田恵喜秀[6]）
- 1947年（昭和22年） - 上東郷村立東郷小学校と改める。
- 1952年（昭和27年） - 上東郷村が町制施行及び改称したのに伴い東郷町立東郷小学校に改称。
- 2004年（平成16年） - 東郷町が川内市等と新設合併し薩摩川内市となったのに伴い、薩摩川内市立東郷小学校に改称。
- 2017年（平成29年） - 旧東郷町区域内にある以下の4小学校を統合。
  - 薩摩川内市立藤川小学校
  - 薩摩川内市立鳥丸小学校
  - 薩摩川内市立山田小学校
  - 薩摩川内市立南瀬小学校
- 2019年（平成31年）4月1日 - 閉校[7]。薩摩川内市立東郷中学校と統合し、薩摩川内市立東郷学園義務教育学校へ移行[4]。

## 通学区域
薩摩川内市東郷町斧渕、東郷町藤川、東郷町宍野、東郷町鳥丸、東郷町南瀬、東郷町山田（旧東郷町）の全域。

## 進学先
- 薩摩川内市立東郷中学校など

## 出身者
- 前園真聖 - 元サッカー選手
- 児玉泰介 - 元マラソン選手